# Statyczny synchroniczny kompensator szeregowy

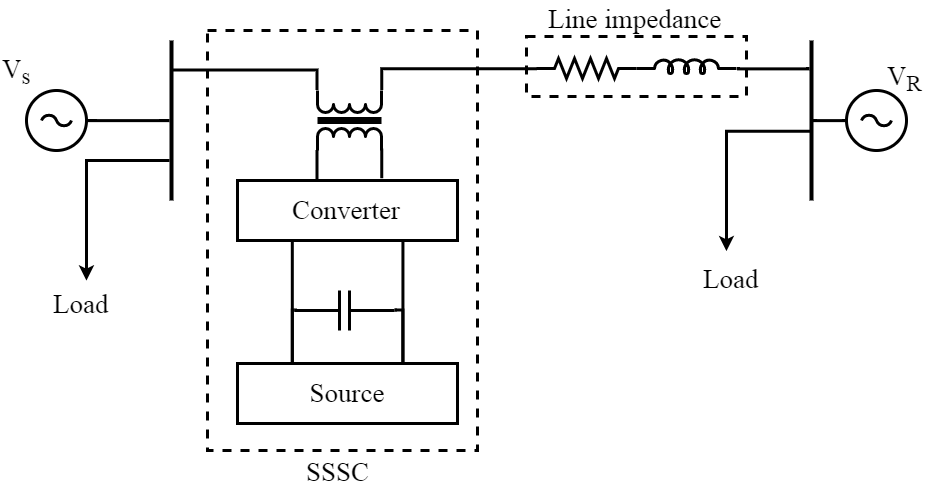
Statyczny synchroniczny kompensator szeregowy

Statyczny synchroniczny kompensator szeregowy (ang. Static synchronous series compensator, SSSC) – rodzaj elastycznego systemu przesyłu prądu przemiennego, składający się z falownika sprzężonego z transformatorem połączonym szeregowo z linią przesyłową. To urządzenie może stanowić źródło napięcia dodawczego dla linii. Napięcie dodawcze można uznać za reaktancję indukcyjną lub pojemnościową, połączoną szeregowo z linią przesyłową. Dodatkowa reaktancja umożliwia regulację napięcia linii. Dzięki falownikom układy SSSC mogą wytwarzać lub pobierać moc bierną oraz sterować przepływem mocy czynnej w linii.